# Viktor Cibien
Viktor Cibien (2. února 1912 Lazy – 26. prosince 1942 Breslau) byl československý důstojník, odbojář a oběť nacismu.

## Život
Viktor Cibien se narodil 2. února 1912 v Lazech u Orlové v rodině důstojníka rakousko-uherské a poté italské armády Giuseppe Cibiena, který byl italské národnosti, a jeho ženy Matyldy. Otec po svatbě ukončil vojenskou kariéru a odstěhoval se na Moravu. V roce 1933 nastoupil Viktor Cibien prezenční vojenskou službu u Leteckého pluku 5, krátce nato byl ale převelen k pěchotě. Absolvoval poddůstojnickou školu a v roce 1935 se rozhodl pro kariéru vojáka z povolání. Vystudoval Vojenskou akademii v Hranicích a sloužil u Pěšího pluku 6 až do rozpuštění Československé armády v roce 1939. Během mobilizace v září 1938 velel četě. Dne 1. září 1939 byl ustanoven ředitelem Odborné živnostenské školy ve Frenštátu pod Radhoštěm, funkci zastával do 1. února 1940. Vstoupil do protinacistického odboje v organizaci Obrana národa jako člen jejího okresního velení ve Frenštátě pod Radhoštěm. Jeho úkolem bylo řízení zpravodajské činnosti. V roce 1941 byl zatčen gestapem a dne 24. září 1942 byl vrchním soudem v Breslau odsouzen k trestu smrti. Popraven měl být společně s ostatními odsouzenými 8. ledna 1943, Viktor Cibien ale zemřel ve Vratislavské věznici již 26. prosince 1942, uvedeným důvodem byla srdeční vada.

## Posmrtná vyznamenání
- Viktoru Cibienovi byl in memoriam udělen Československý válečný kříž 1939